# Pseudotriton diastictus
Espèce
Synonymes
- Triturus hypoxanthus Rafinesque, 1820
- Pseudotriton montanus diastictus Bishop, 1941

Pseudotriton diastictus est une espèce d'urodèles de la famille des Plethodontidae.

## Répartition
Cette espèce est endémique de l'Est des États-Unis.

## Taxinomie
L'UICN considère que cette espèce est un synonyme de Pseudotriton montanus Baird, 1850.

## Publication originale
- Bishop, 1941 : Notes on salamanders with descriptions of several new forms. Occasional Papers of the Museum of Zoology, University of Michigan, vol. 451, p. 1-21 (texte intégral).